# Franco Rossi (regista)
Franco Rossi (Firenze, 28 aprile 1919 – Roma, 5 giugno 2000) è stato un regista, sceneggiatore e direttore del doppiaggio italiano.

## Biografia
Laureato in giurisprudenza, si dedicò fin da giovane al teatro. Si avvicinò al cinema come assistente alla regia di alcuni registi affermati: Mario Camerini, Luis Trenker, Renato Castellani, Aldo Vergano. Diresse dalla fine degli anni trenta alcuni lavori teatrali soprattutto in spettacoli di varietà e musicali.

### La radio
Per circa dieci anni, si occupò di programmi radiofonici e, come regista e programmista presso l'EIAR e successivamente la Rai, dirige commedie, radiodrammi e varietà, prevalentemente presso la sede di Roma, in via Asiago.

### Il cinema
Il suo primo film (1951) fu I falsari che, come i suoi lavori successivi, risentiva della sua formazione negli anni del neorealismo. Nel 1953 affiancò quale consulente tecnico Renato Rascel ne La passeggiata, unica prova registica dell'artista romano, di cui è anche co-sceneggiatore. Il successo giunse con Il seduttore (1954), interpretato da Alberto Sordi. Tra i suoi film più noti figurano poi Amici per la pelle (1955), Odissea nuda (1961) e Smog (1962), entrambi con Enrico Maria Salerno come protagonista, Giovinezza giovinezza, dall'omonimo romanzo di Luigi Preti (1969), Porgi l'altra guancia (1974). Fu uno dei primi a dedicarsi alla produzione di film per la televisione, tra cui lo sceneggiato televisivo del 1968 Odissea, diretta dallo stesso Rossi, Mario Bava e Piero Schivazappa, e Il giovane Garibaldi, che vede come protagonista nel ruolo di Garibaldi, Maurizio Merli. Per la televisione diresse anche lo sceneggiato Storia d'amore e d'amicizia (1982), in cui furono lanciati al grande pubblico attori come Claudio Amendola, Massimo Bonetti e Barbara De Rossi.

### Il doppiaggio
Negli anni cinquanta Rossi fu uno dei principali direttori di doppiaggio della ODI (Organizzazione Doppiatori Italiani), occupandosi della post-sincronizzazione di vari film italiani dell'epoca, in particolare quelli diretti da Federico Fellini, cui lo legò un lungo sodalizio artistico: infatti Rossi diresse il doppiaggio de I vitelloni, Il bidone, Le notti di Cabiria e La dolce vita. Negli ultimi anni della sua carriera, Rossi continuò a dedicarsi alla direzione del doppiaggio di film stranieri (tra questi, Ritorno al futuro, primo capitolo della trilogia).

## Filmografia

Gianni Garko, Spiros Focás, Didi Perego, Angela Luce nel film Morte di un amico

### Regista e sceneggiatore

#### Cinema
- I falsari (1951)
- Solo per te Lucia (1952)
- Il seduttore (1954)
- Amici per la pelle (1955)
- Amore a prima vista (1958)
- Calypso (1958)
- Morte di un amico (1959)
- Odissea nuda (1961)
- Smog (1962)
- 3 notti d'amore, episodio La moglie bambina (1964)
- Controsesso, episodio Cocaina di domenica (1964)
- Alta infedeltà, episodio Scandaloso (1964)
- Le bambole, episodio La minestra (1965)
- I complessi, episodio Il complesso della schiava nubiana (1965)
- Non faccio la guerra, faccio l'amore (1966)
- Una rosa per tutti (1967)
- Le streghe, episodio La siciliana (1967)
- Capriccio all'italiana, episodio Viaggio di lavoro (1968)
- Giovinezza giovinezza (1969)
- Porgi l'altra guancia (1974)
- Come una rosa al naso (1976)
- L'altra metà del cielo (1977)

#### Televisione
- Odissea – sceneggiato televisivo (1968)
- Eneide – miniserie TV (1971)
- Il giovane Garibaldi – miniserie TV, 2 episodi (1974)
- Storia d'amore e d'amicizia – miniserie TV (1982)
- Quo vadis? – miniserie TV (1985)
- Lo scialo – miniserie TV (1987)
- Un bambino di nome Gesù – miniserie TV (1988)
- Ci sarà un giorno - Il giovane Pertini – film TV (1993)
- Michele alla guerra – film TV (1994)

### Sceneggiatore
- Marechiaro di Giorgio Ferroni (1949)
- Tutti innamorati di Giuseppe Orlandini (1959)

## Prosa radiofonica e varietà Rai
- Diario di una ragazza delusa, rivista di Vittorio Caprioli e Luciano Salce, trasmessa il 27 dicembre 1945.
- Ragazzo spazzola!, rivista di Giò e Già, Fiorenzo Fiorentini e Bernardino Zapponi, orchestra Mario Vallini, regia Franco Rossi (1947)
- La notte di San Giovanni di Ugo Chiarelli, commedia trasmessa il 24 giugno 1946.
- Nina non far la stupida, commedia di Rossato e Giancapo, trasmessa il 25 giugno 1946.
- Il teatro dell'usignolo, Esperienze americane di Federico García Lorca (1948)
- Il giuoco, varietà di Guido Leoni, compagnia del teatro comico di Roma (1948)
- Arietta d'autunno, varietà diretto da Franco Rossi, trasmesso il 21 settembre 1948.
- La girandola, radio divertimento settimanale di Marcello Marchesi e Steno, trasmesso nel 1949.
- Displaced persons, radiodramma di Vito Blasi, trasmesso nel 1951.

## Riconoscimenti
- David di Donatello
  - 1961 – David di Donatello speciale per Odissea nuda